# Bosna a Hercegovina na Eurovision Song Contest
Bosna a Hercegovina se zúčastnila 19 ročníků soutěže Eurovision Song Contest, poprvé v roce 1993, kdy se do soutěže probojovala díky druhému místu v kvalifikačním předkole nazvaném Kvalifikacija za Millstreet. Do té doby se země Eurovize účastnila jako součást Jugoslávie.
Nejlepším výsledkem země je 3. místo, které získala skupina Hari Mata Hari s písní „Lejla“ v roce 2006. Kromě toho se země mezi 10 nejlepších dostala ještě pětkrát – Dino Merlin (sedmý v roce 1999), Deen (devátý v roce 2004), Laka (desátý v roce 2008), Regina (devátá v roce 2009) a znovu Dino Merlin (šestý v roce 2011). Kvůli špatným výsledkům se země nemohla soutěže zúčastnit v letech 1998 a 2000.
Bosna a Herzegovina po roce 2012 soutěž opustila z finančních důvodů, opět se ale vrátila na rok 2016. Tehdy ale nepostoupila do finále, ze soutěže opět odstoupila a dosud se do dalších ročníků nezapojila. V prosinci 2016 uložila Evropská vysílací unie stanici BHRT sankce za nesplácení dluhů, kvůli čemuž se země nemůže Eurovize účastnit. V listopadu 2023 bylo potvrzeno, že dluhy stále nebyly splaceny. Stanice nicméně v programovém plánu na rok 2025 zvažuje návrat do soutěže.

## Výsledky
| Rok                           | Interpret                                    | Píseň                                       | Jazyk                     | Finále   | Finále   | Semifinále                | Semifinále                |
| Rok                           | Interpret                                    | Píseň                                       | Jazyk                     | Pořadí   | Body     | Pořadí                    | Body                      |
| ----------------------------- | -------------------------------------------- | ------------------------------------------- | ------------------------- | -------- | -------- | ------------------------- | ------------------------- |
| 1993                          | Fazla                                        | „Sva bol svijeta“                           | bosenština                | 16.      | 27       | 2.                        | 52                        |
| 1994                          | Alma a Dejan                                 | „Ostani kraj mene“                          | bosenština                | 15.      | 39       | nekonalo se               | nekonalo se               |
| 1995                          | Davor Popović                                | „Dvadeset prvi vijek“                       | bosenština                | 19.      | 14       | nekonalo se               | nekonalo se               |
| 1996                          | Amila Glamočak                               | „Za našu ljubav“                            | bosenština                | 22.      | 13       | 21.                       | 29                        |
| 1997                          | Alma Čardžić                                 | „Goodbye“                                   | bosenština                | 18.      | 22       | nekonalo se               | nekonalo se               |
| bez účasti v roce 1998        |                                              |                                             |                           |          |          | nekonalo se               | nekonalo se               |
| 1999                          | Dino a Béatrice                              | „Putnici“                                   | bosenština, francouzština | 7.       | 86       | nekonalo se               | nekonalo se               |
| bez účasti v roce 2000        |                                              |                                             |                           |          |          | nekonalo se               | nekonalo se               |
| 2001                          | Nino                                         | „Hano“                                      | bosenština, angličtina    | 14.      | 29       | nekonalo se               | nekonalo se               |
| 2002                          | Maja                                         | „Na jastuku za dvoje“ (На јастуку за двоје) | srbština, angličtina      | 13.      | 33       | nekonalo se               | nekonalo se               |
| 2003                          | Mija Martina                                 | „Ne brini“                                  | chorvatština, angličtina  | 16.      | 27       | nekonalo se               | nekonalo se               |
| 2004                          | Deen                                         | „In the Disco“                              | angličtina                | 9.       | 91       | 7.                        | 133                       |
| 2005                          | Feminnem                                     | „Call Me“                                   | angličtina                | 14.      | 79       | TOP 12 z předchozího roku | TOP 12 z předchozího roku |
| 2006                          | Hari Mata Hari                               | „Lejla“                                     | bosenština                | 3.       | 229      | 2.                        | 267                       |
| 2007                          | Marija Šestić                                | „Rijeka bez imena“ (Ријека без имена)       | srbština                  | 11.      | 106      | TOP 10 z předchozího roku | TOP 10 z předchozího roku |
| 2008                          | Laka                                         | „Pokušaj“                                   | bosenština                | 10.      | 110      | 9.                        | 72                        |
| 2009                          | Regina                                       | „Bistra voda“                               | bosenština                | 9.       | 106      | 3.                        | 125                       |
| 2010                          | Vukašin Brajić                               | „Thunder and Lightning“                     | angličtina                | 17.      | 51       | 8.                        | 59                        |
| 2011                          | Dino Merlin                                  | „Love in Rewind“                            | angličtina                | 6.       | 125      | 5.                        | 109                       |
| 2012                          | Maya Sar                                     | „Korake ti znam“                            | bosenština                | 18.      | 55       | 6.                        | 77                        |
| bez účasti v letech 2013–2015 |                                              |                                             |                           |          |          |                           |                           |
| 2016                          | Dalal a Deen Šablona:Feat. Ana Rucner a Jala | „Ljubav je“                                 | bosenština                | nepostup | nepostup | 11.                       | 104                       |
| bez účasti od roku 2017       |                                              |                                             |                           |          |          |                           |                           |

| Legenda | Legenda                              |
| ------- | ------------------------------------ |
| 1       | 1. místo                             |
| 2       | 2. místo                             |
| 3       | 3. místo                             |
| ◁       | poslední místo                       |
| X       | interpret vybrán, ale nezúčastnil se |

## Galerie

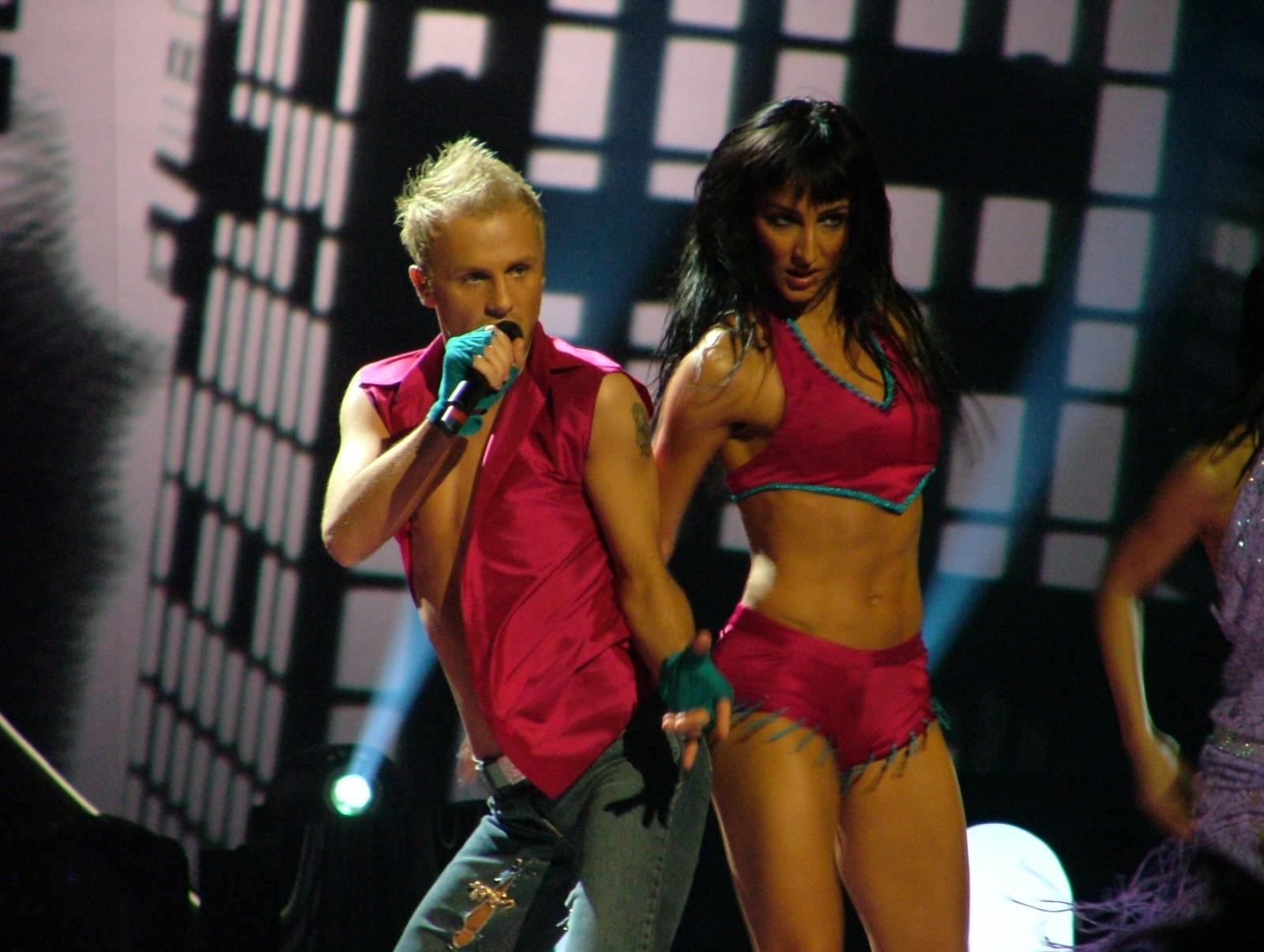
Deen v Istanbulu (2004)
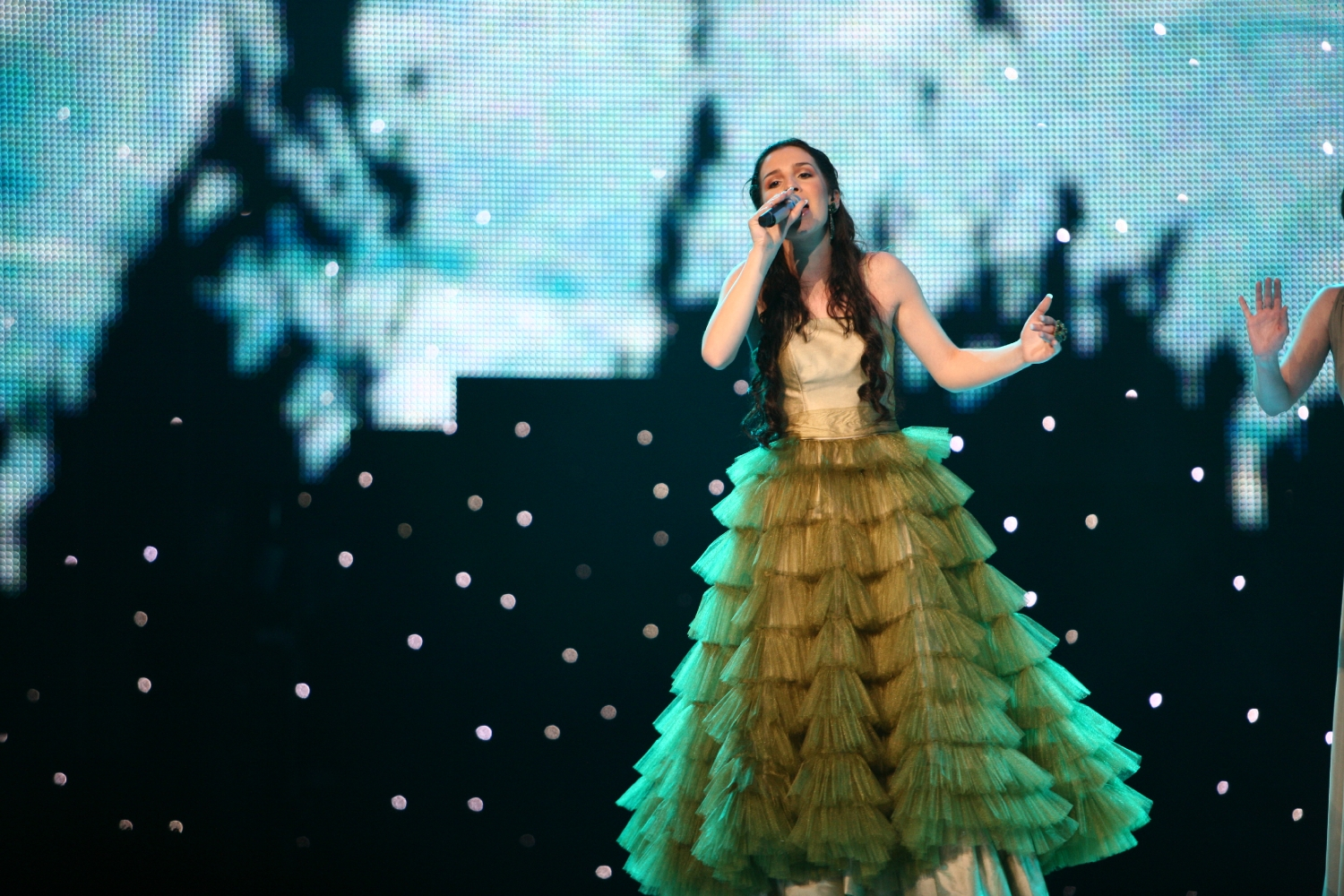
Marija Šestić v Helsinkách (2007)
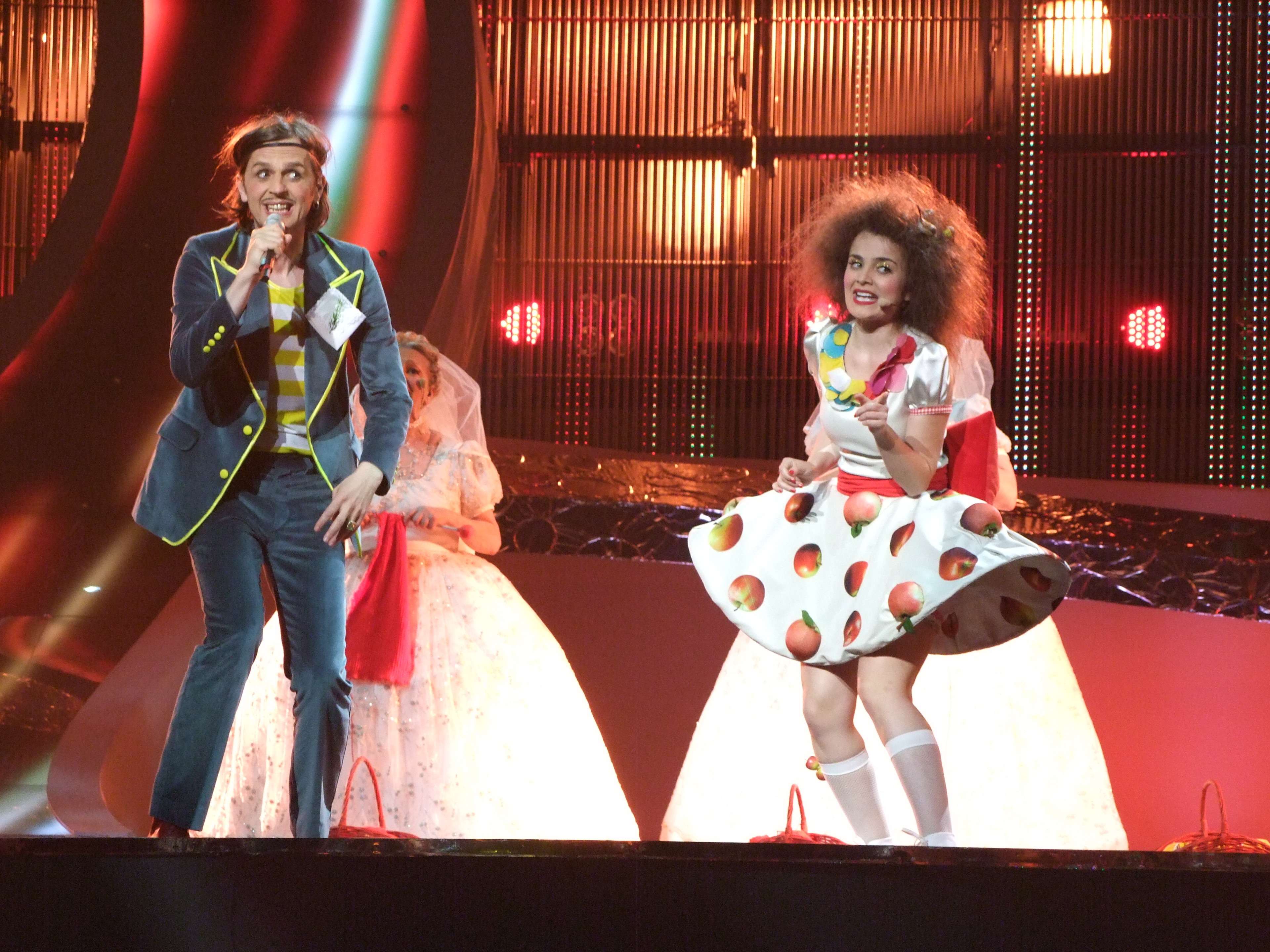
Laka v Bělehradu (2008)
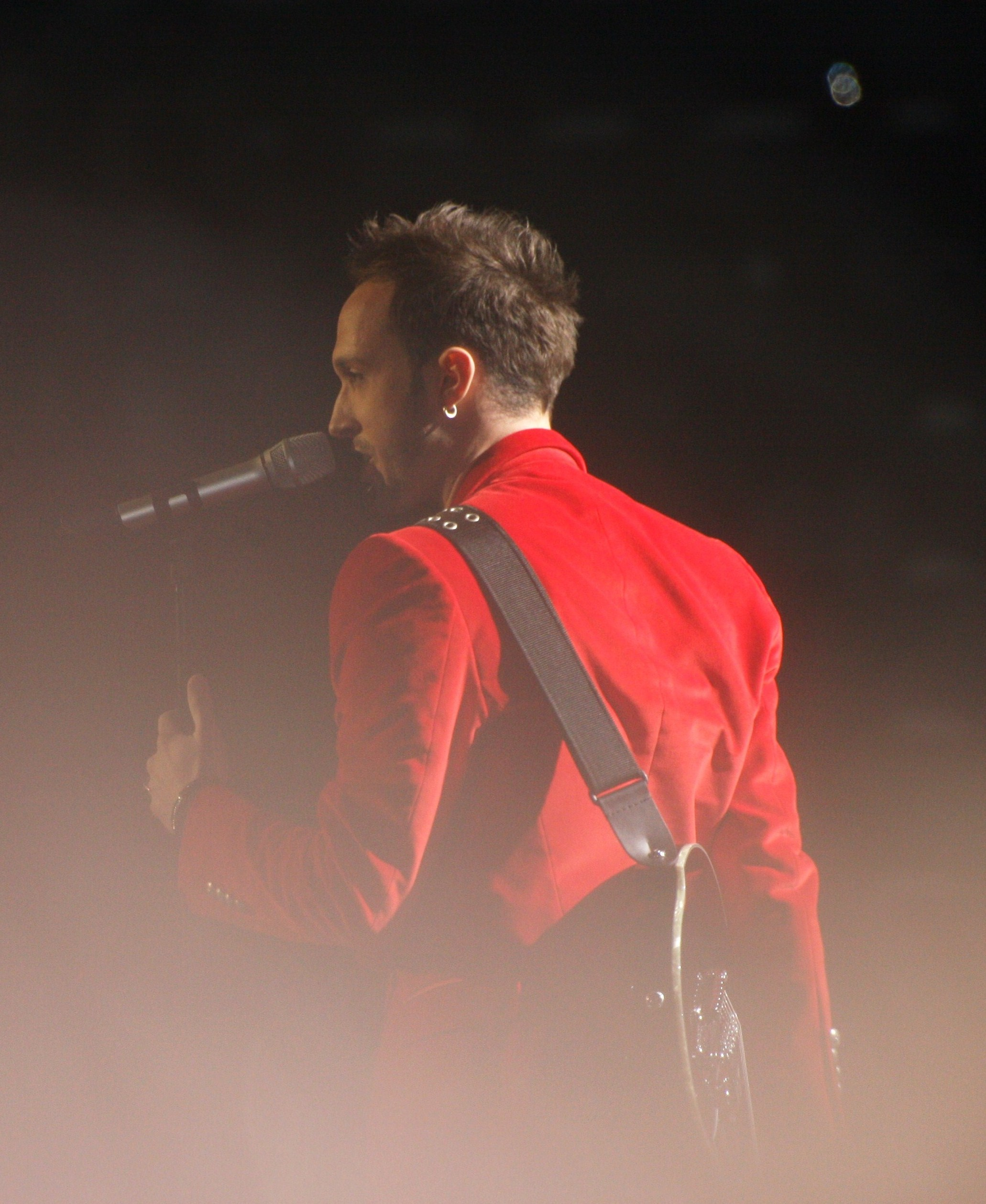
Vukašin Brajić v Oslu (2010)
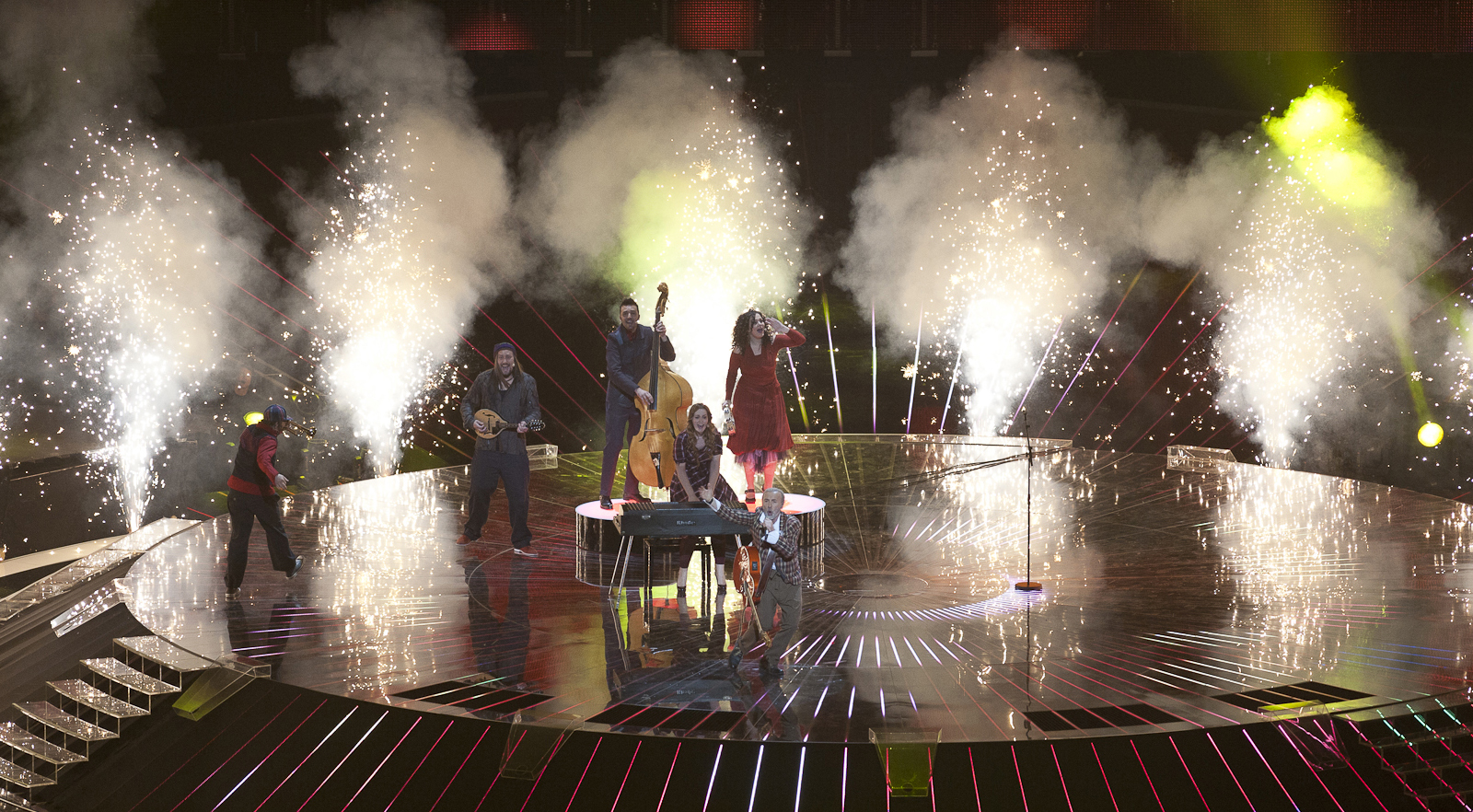
Dino Merlin v Düsseldorfu (2011)
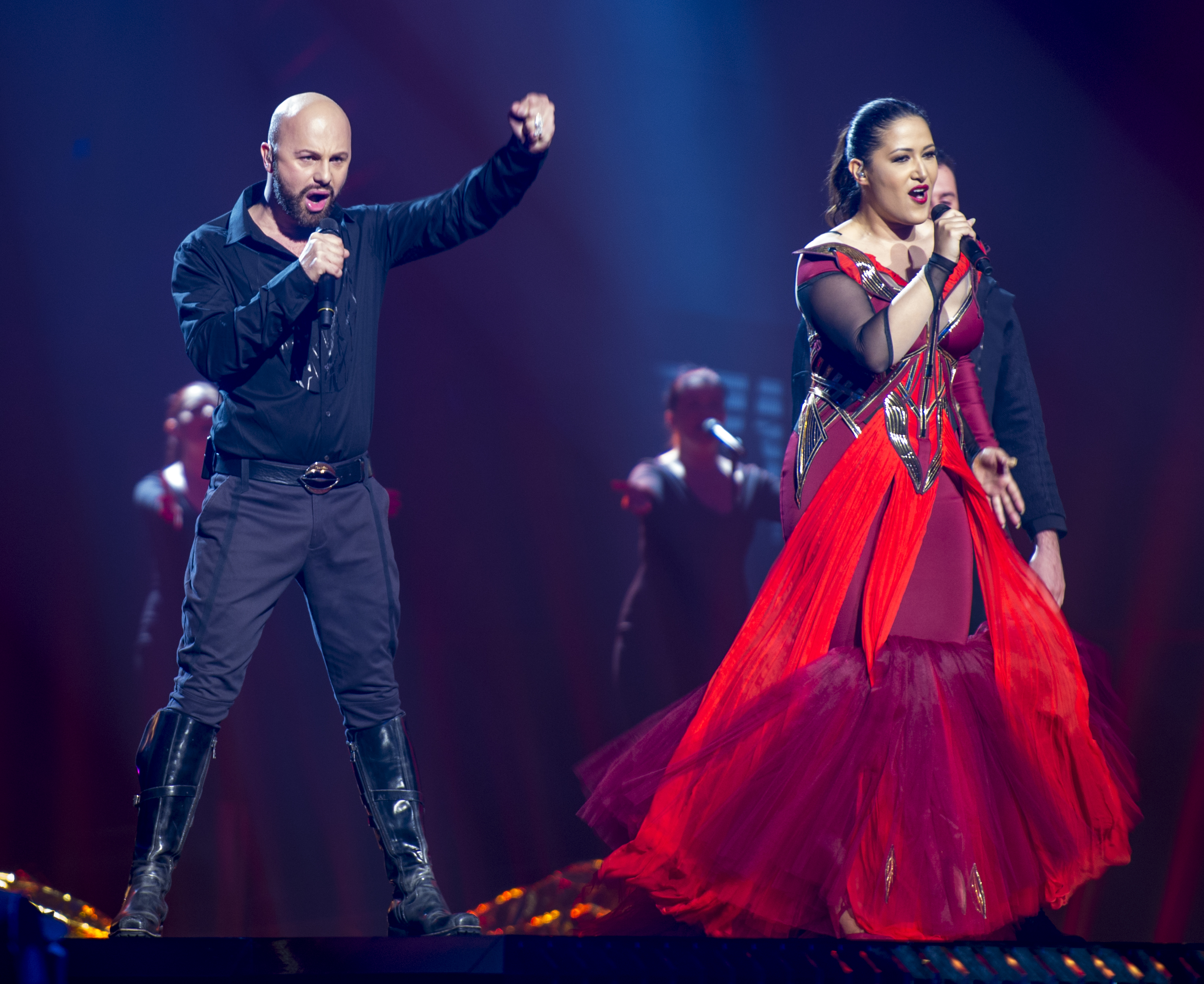
Dalal a Deen ve Stockholmu (2016)